# Obelyskkh
Obelyskkh ist eine Doom-Metal-Band aus Fürth, die im Jahr 2008 gegründet wurde.

## Geschichte
Die Band wurde im Jahr 2008 vom Gitarristen Torsten Trautwein und seinem Freund Wojtek Lodzinski (E-Gitarre, Gesang) gegründet. Kurze Zeit später kamen der Schlagzeuger Steffen und der Bassist David Pscheidt zur Besetzung. Im Jahr 2011 folgte über das Label Droehnhaus das Debütalbum Mount Nysa, das von der Band selbst aufgenommen und produziert wurde. Der Veröffentlichung folgten diverse Auftritte. Daraufhin wechselte die Band zu Exile on Mainstream Records, worüber im Jahr 2012 und 2013 die Alben White Lightnin‘ und Hymn to Pan erschienen. 2015 verließ der bisherige Bassist David Pscheidt die Band und man holte Sebastian „F. Duster“ Fischer, von der ebenfalls aus Fürth stammenden Band Fairy Duster, als Ersatz. Am 21. April 2017 veröffentlichte die Band in neuer Besetzung ihr bisher viertes Album The Providence.  Im Juli 2017 verließ Gitarrist und Gründungsmitglied Stuart West aus persönlichen Gründen die Band, die fortan als Trio an neuem Material arbeiten wird. West konzentriert sich seitdem auf die von ihm 2012 gegründete Band Thronehammer.

## Stil
Laut Thomas Sonder vom Metal Hammer spiele die Band auf White Lightnin‘ Doom Metal, der auch Einflüsse aus Drone Doom und Sludge erkennen lasse. Auf Hymn to Pan befasse sich die Band laut Wolf-Rüdiger Mühlmann vom Rock Hard mit Aleister Crowley und befasse sich zudem in dem Lied The Man Within mit William S. Burroughs. Der Titel sei durch den Hirtengott Pan inspiriert.

## Diskografie
- 2011: Mount Nysa (Album, Droehnhaus)
- 2012: White Lightnin‘ (Album, Exile on Mainstream Records)
- 2013: Hymn to Pan (Album, Exile on Mainstream Records)
- 2017: The Providence (Album, Exile on Mainstream Records)
- 2023: The Ultimate Grace of God (Album, Exile on Mainstream Records)